# Station Ryparken
Station Ryparken is een S-tog-station in de Deense hoofdstad Kopenhagen dat op 1 februari 1926 werd geopend.

## Geschiedenis
In 1864 werd het spoorwegnet in en rond Kopenhagen gewijzigd in verband met de aansluiting van de diverse spoorlijnen op het nieuwe centraal station dat onder meer was gebouwd om de spoorlijnen ten westen en ten noorden van de stad door een gemeenschappelijk station te verbinden. De lijnen ten noorden van de stad werden met het nieuwe centraal station verbonden met een traject door Nørrebro, dat in 1886 ook een station kreeg waar nu het Nørrebro Park ligt. Verder naar het noorden volgde de lijn de Tagensvej en de  Rovsingsgade om ten noorden van de overweg in de Kongevejen, de latere Lyngbyvej, het nog bestaande tracé tot Hellerup te volgen. 
In 1904 werd opnieuw besloten tot een ingrijpende verandering in het spoorwegnet, er kwam wederom een nieuw centraal station dat met een viersporige tunnel, de Boulevardbanen, op de spoorlijnen ten noorden van de stad moest worden aangesloten. Om ook het goederenverkeer van het spoor, met vele overwegen, door Nørrebro af te krijgen werd in 1919 besloten tot de bouw van een  ringlijn met ongelijkvloerse kruisingen langs de westkant van de stad. In het tracébesluit waren drie stations voor reizigersverkeer opgenomen waaronder Lyngbyvej. 

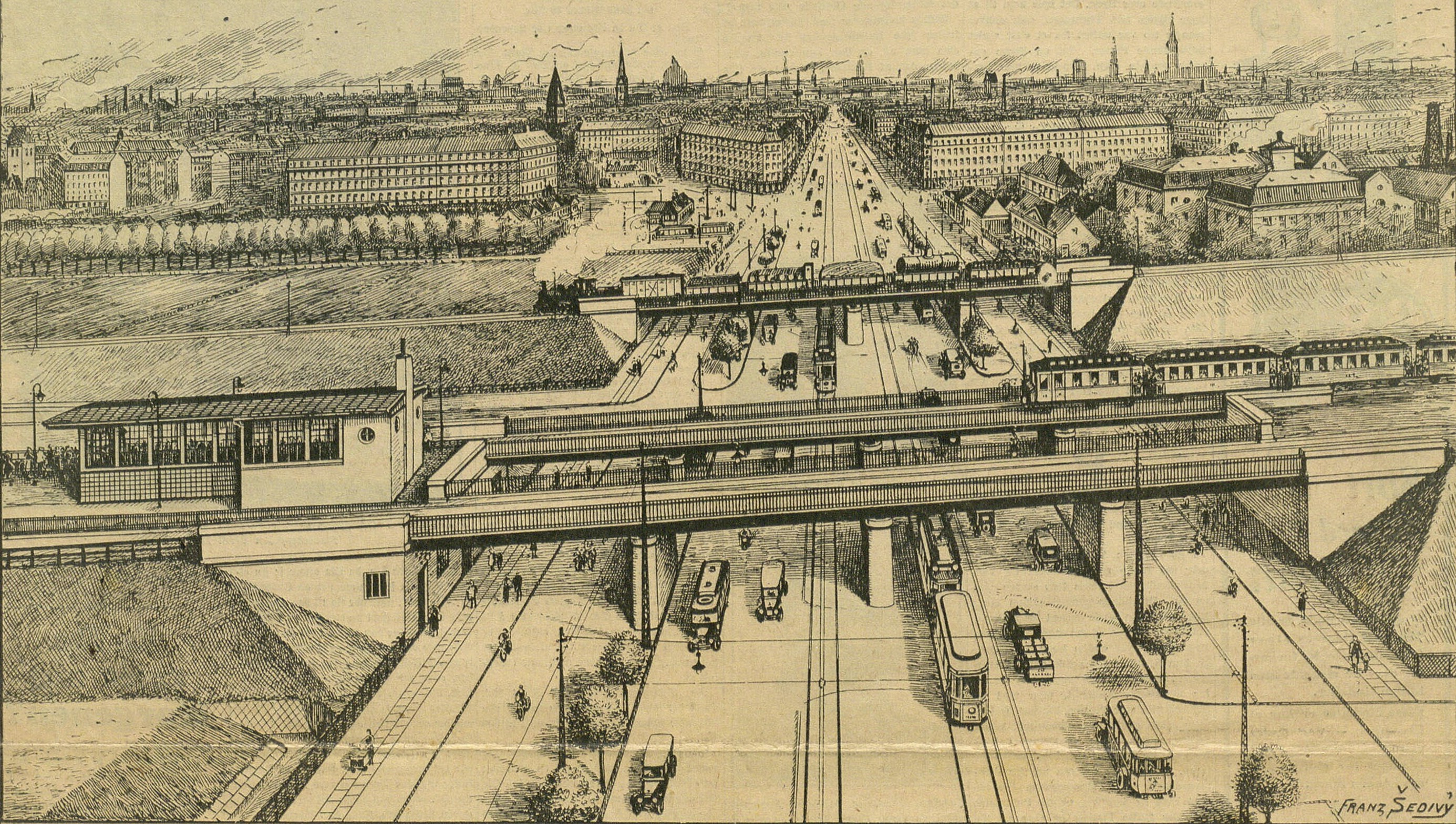
De impressie uit 1931

De opening van de eerste twee sporen van de boulevardbanen betekende dat de stoptreinen naar Klampenborg daar gingen rijden, de stoptreinen naar Hillerød bleven echter tot 1 oktober 1921, toen ook de andere twee sporen in gebruik kwamen, via een omweg langs Nørrebro rijden. De reizigersdienst langs Nørrebro werd vervangen door een pendeldienst tussen Nørrebro en Hellrup die op 1 februari 1926 onderweg een halte kreeg bij de Lyngbyvej. Op 15 mei 1930 ging het reizigersverkeer over van het spoor uit 1864 naar de nieuwe ringlijn, een jaar later gevolgd door het goederenverkeer. Voor het goederenverkeer kwam een rangeerterrein bij Lersøen, dat met een enkelspoor verbonden was met de havensporen bij de Nordhavn en station Østerport. 

## S-tog
Inmiddels was besloten om het voorstadsverkeer met elektrische treinstellen te verzorgen en daarvoor een net, de S-bane, met verschillende lijnen op te zetten. Als eerste lijn van de S-bane werd het traject Klampenborg-Frederiksberg gekozen en op 3 april 1934 begon de reizigersdienst op de S-toglijn F, waaronder Lyngbyvej.
Na meerdere plannen en projecten in de jaren 60 van de 20e eeuw werd in 1971 besloten om de Hareskovlijn (lijn B) onderdeel te maken van het S-tog net en deze bij Lyngbyvej aan te sluiten op de rest van net. Op 1 oktober 1972 werd de naam van het station veranderd in Ryparken in het kader van de ombouw voor de extra lijn en de aanleg van de autosnelweg naar Helsingør. De nieuwe lijn kreeg een eigen eilandperron tussen het goederenspoor en het perron uit 1934 en er kwamen nieuwe bruggen over de Lynbyvej en de nieuwe autosnelweg. Door deze constructie is er geen sprake van richtingsperrons en overstappers moeten dan ook via de reizigerstunnel naar de andere lijn. De dienst op de Hareskovlijn werd onderhouden met dieselmaterieel tussen Lygten, naast station Nørrebro, en Farum. Met ingang van 25 april 1976 werd Lygten gesloten en reden de dieseltreinen naar Svanemøllen via Ryparken. Op 24 september 1977 werd de dienst overgenomen door de S-tog en was de ombouw compleet.

## Ligging en inrichting
Het station ligt aan de noordoost kant van de autosnelweg en is toegankelijk vanaf een voorplein onder de bruggen. Aan de zuidwest kant kruisen de ringlijn en de Hareskovlijn de Lersø Parkallé met twee dubbelsporige viaducten. De Hareskovlijn ligt op het hoogste viaduct dat ook de ringlijn kruist, ten noordoosten van het station lopen beide lijnen verder over een eigen spoordijk zonder elkaar te kruisen. Vlak ten oosten van het station staat het Deense meteorologisch instituut, ten noorden van het station liggen de voetbalvelden van Ryparken. De reizigerstunnel is met een glazen wand gescheiden van het voorplein en kent een toegang bij elk perron. De perrons zijn beide met een vaste trap een roltrap en een lift verbonden met de reizigerstunnel. Het gebied rond het station kent tijdens wolkbreuken in Kopenhagen (bijvoorbeeld in juli 2011) veel wateroverlast. 

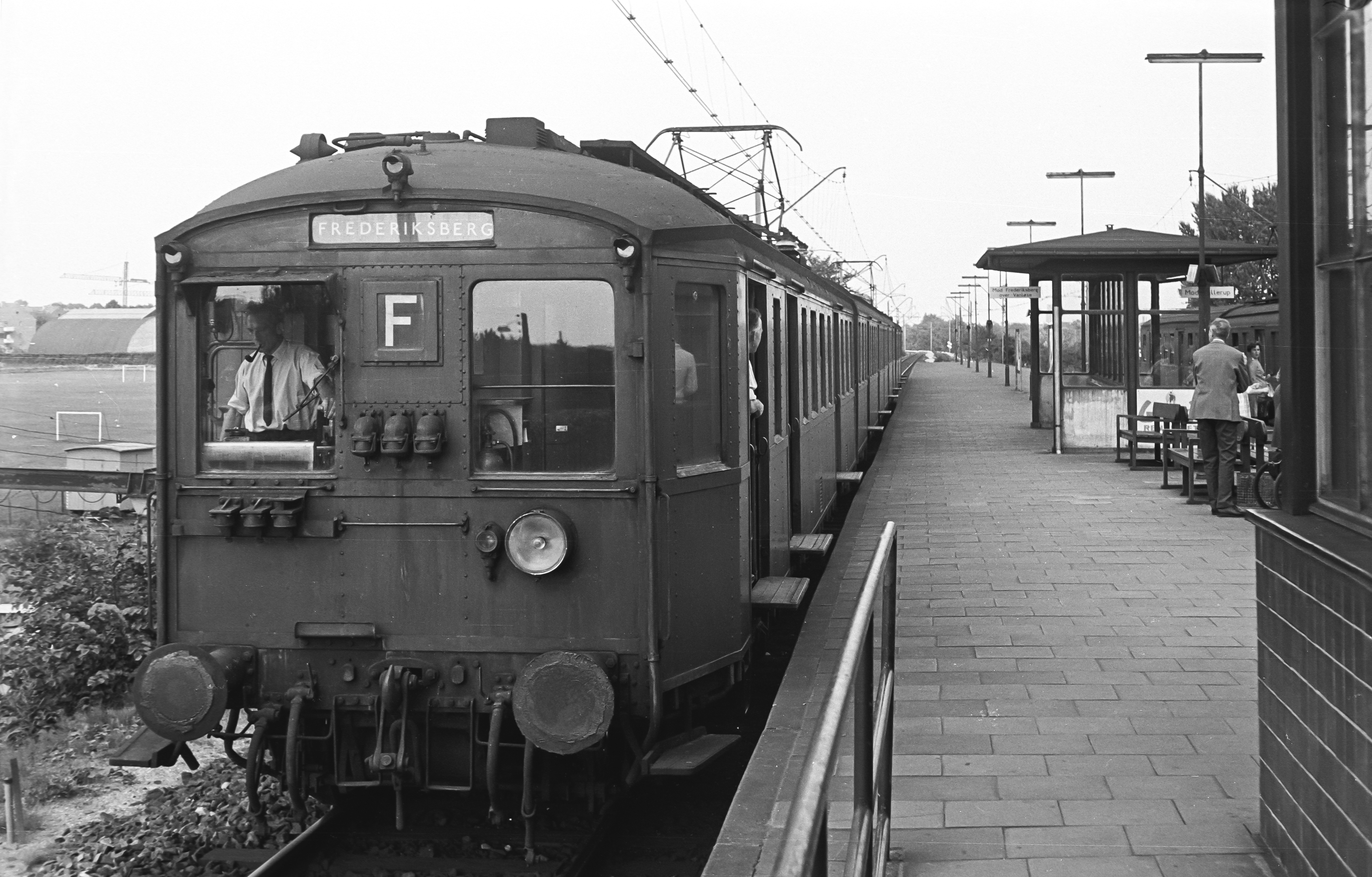
Het station op 10 augustus 1969.
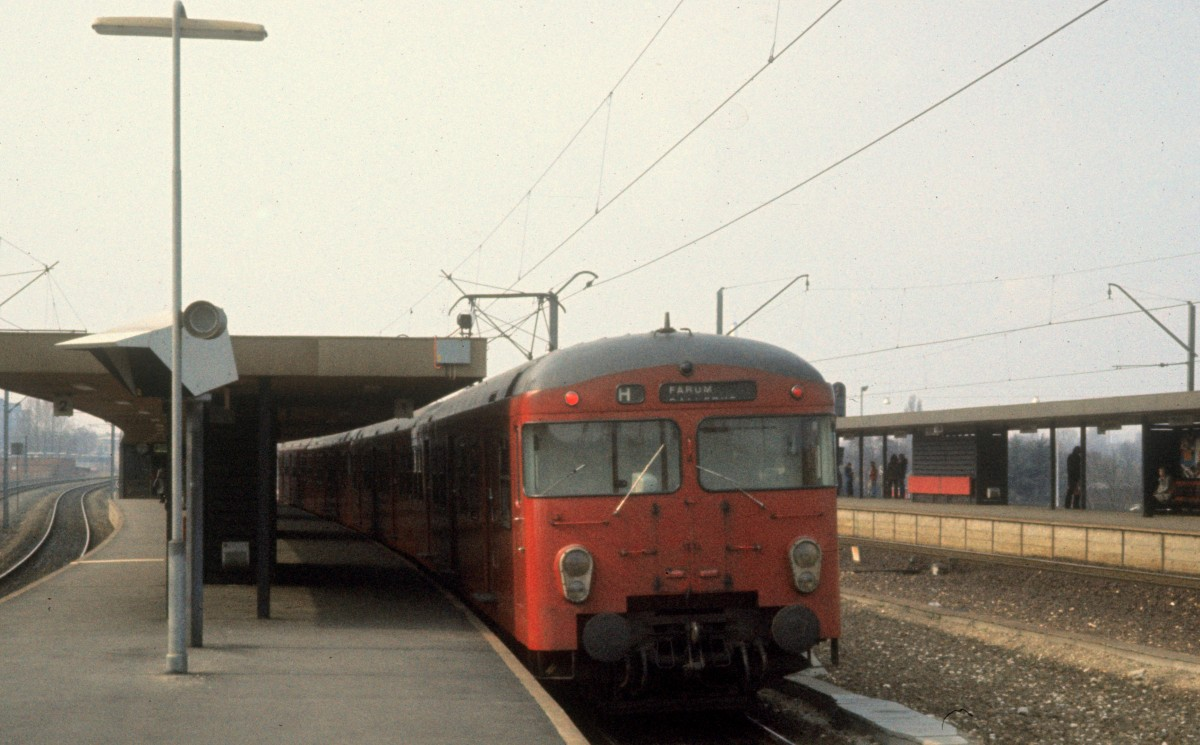
Het station in mei 1978.
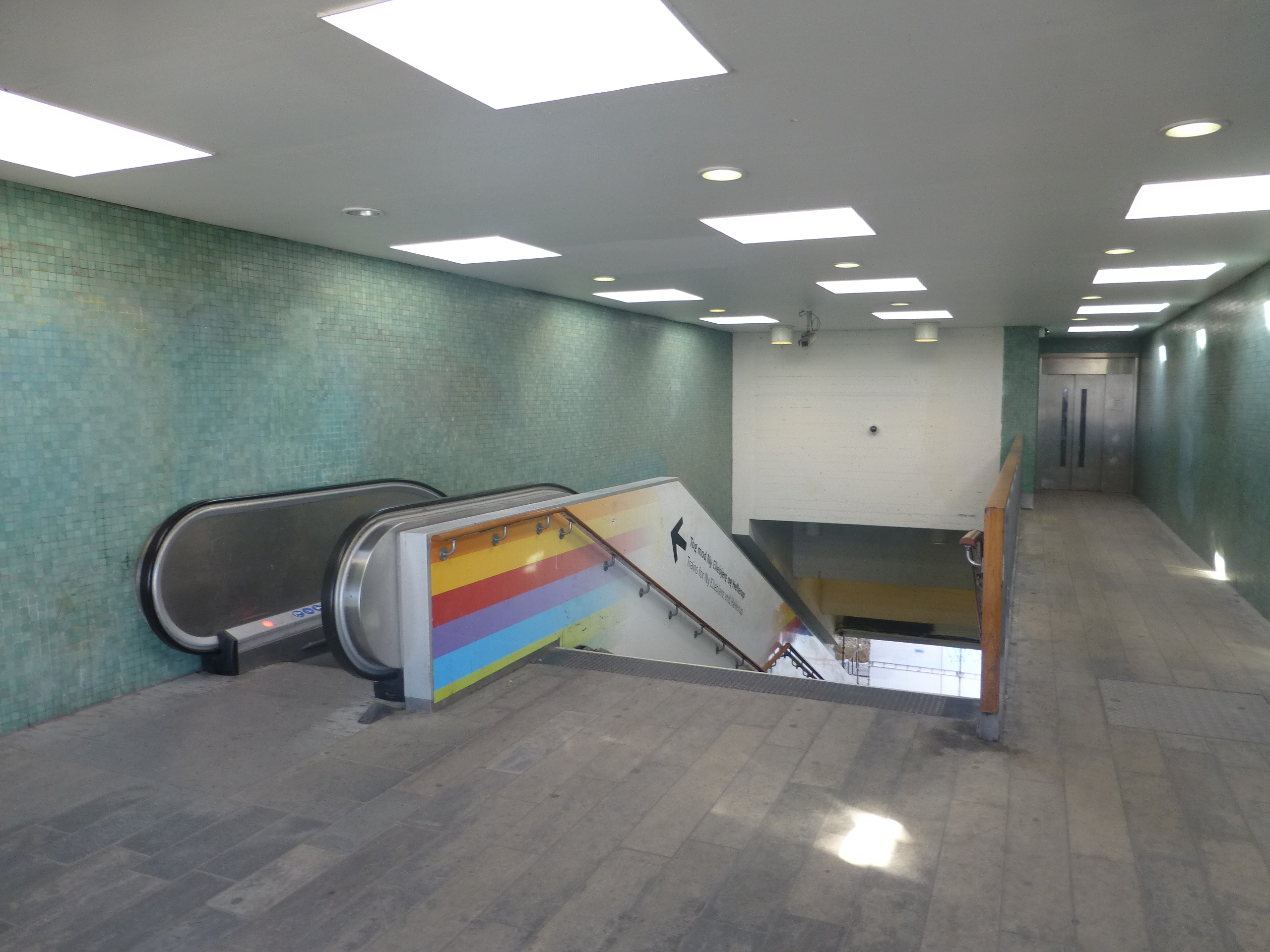
Roltrap, trap en lift bij het perron.

Høje Taastrup · Taastrup · Albertslund · Glostrup · Brøndbyøster · Rødovre · Hvidovre · Danshøj · Valby · Carlsberg · Dybbølsbro · København H · Vesterport · Nørreport · Østerport · Nordhavn · Svanemøllen · Ryparken · Emdrup · Dyssegård · Vangede · Kildebakke · Buddinge · Stengården · Bagsværd · Skovbrynet · Hareskov · Værløse · Farum
Høje Taastrup · Taastrup · Albertslund · Glostrup · Danshøj · Valby · Carlsberg · Dybbølsbro · København H · Vesterport · Nørreport · Østerport · Svanemøllen · Ryparken · Emdrup · Dyssegård · Vangede · Kildebakke · Buddinge · Stengården · Bagsværd · Skovbrynet · Hareskov · Værløse · Farum
Hellerup · Ryparken · Bispebjerg · Nørrebro · Fuglebakken · Grøndal · Flintholm · KB Hallen · Ålholm · Danshøj · Vigerslev Allé · Ny Ellebjerg